# Alfa és ómega

Alfa és ómega (Α – Ω)

Alfa és ómega (Α – Ω) a klasszikus (jonikus) görög ábécé első és utolsó betűje, következésképpen az első és az utolsó, a kezdet és a vég, valamint a teljesség szimbóluma.
A jelenések könyvében az Atyaistent (1,8; 21,6; 22,13), illetve Jézus Krisztust (1,12–18, 2,8; 2,13) jelöli, annak kifejezésére, hogy Isten, illetve Jézus öröktől fogva van és örökké él, ők az ősforrás és a végcél. Az ábécé első és utolsó betűje a betűk teljes sorozatára is utal, ilyen módon az alfa és ómega mindenek összességét, a teljességet is szimbolizálja. 
Hasonló betűszimbolikával a hellenizmus és a rabbinista irodalom is élt (alef – táv; a héber ábécé első és utolsó betűje). A héber emet (אמת) szó (= igazság), egyike Isten neveinek a judaizmusban, amely tartalmazza a héber ábécé első, középső és utolsó betűjét. 
A Jelenések könyvében olvasható „alfa és ómega” kijelentések további értelmezését nyújtja héberre való visszafordításuk. A görög szöveg mögött feltételezhető héber mondat így hangozhatott: א ו ת אני (Ani alef ve-tav), „Én vagyok: alef és táv”. Az alef, váv (= és), valamint táv betűket héberül egybeolvasva egy másik értelmes kijelentést kapunk: „Én vagyok a jel”, ugyanis אות (ejtsd: ót) annyit tesz: jel. Ez az alternatív olvasat az „alfa és ómega” mondatokat a jel kifejezés bibliai előfordulásainak összefüggésébe helyezi, amelyek nemcsak a Jelenések könyvében, hanem más könyvekben is megtalálhatóak, így például a Máté-evangéliumban leírt apokaliptikus jövendölésben: „És akkor feltetszik az ember Fiának jele az égen […]” (Mt 24,30).

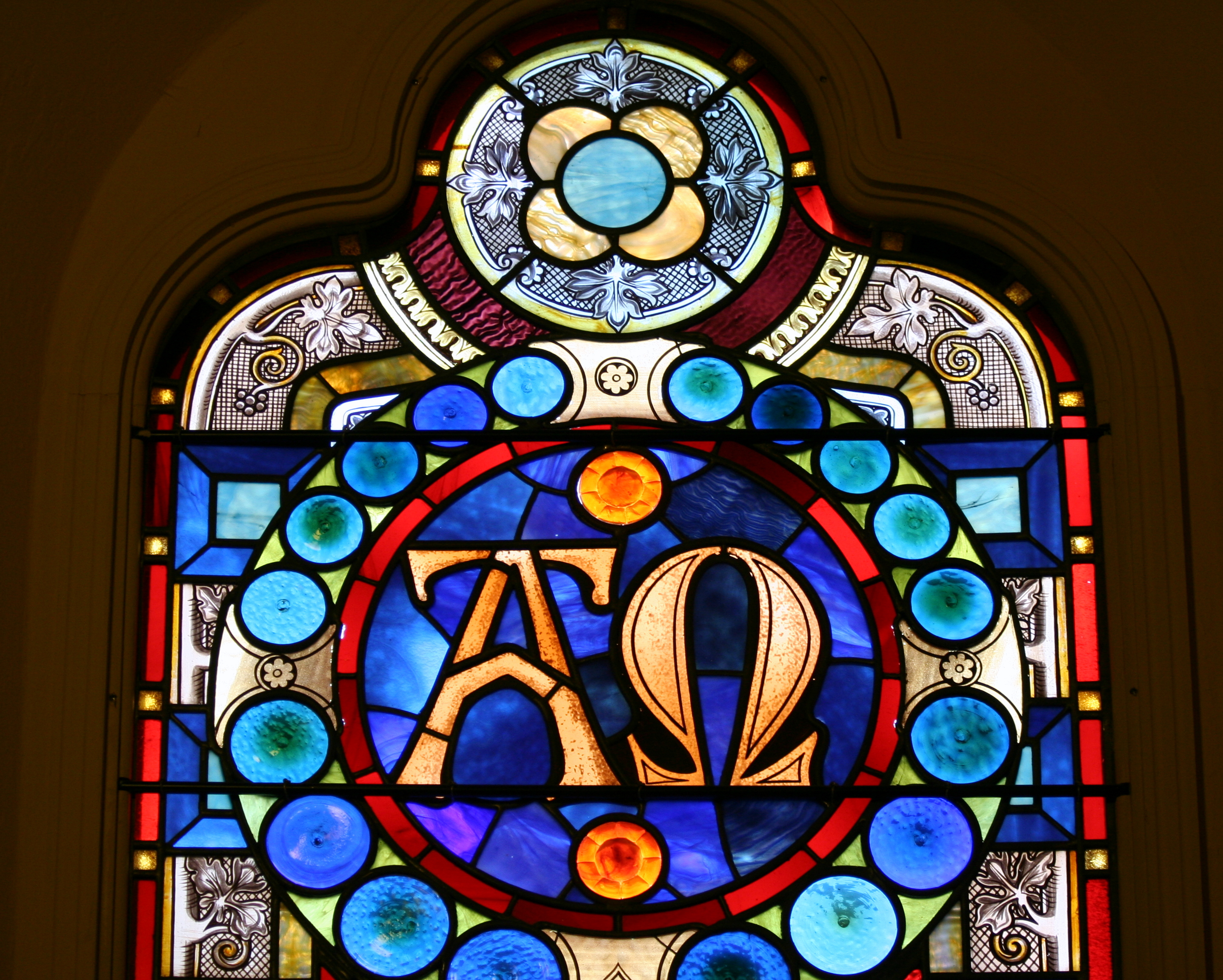
Ólomüveg ablak a Milwaukee-i Szent Pál-templomban

Az ókeresztény művekben és a katakombák föliratain elsősorban Krisztus jelképe, szerepel a Krisztus-monogrammal, a hallal vagy a kereszttel együtt is. Megjelenik a két betű a Maiestas Domini ábrázolásakor, ahol Krisztus megdicsőülésének szimbóluma. Ritkábban látható Krisztus alakja vagy egy őt szimbolizáló alak mellett is. Milánóban a katekumenek megjelölésére szolgált. A niceai zsinat után az arianizmus elleni tiltakozás jele volt, ugyanis kifejezi a Szentháromságot: az alfa a hármasságra, az ómega az egységre utal. A 8. századtól mindig Krisztus képéhez kötődik, sokszor egy felütött könyv lapjain. A középkor után jelentőségét vesztette, de a modern egyházművészet ismét fölfedezte.